# Bertrand (ancienne circonscription)
Pour les articles homonymes, voir Bertrand.
Ne doit pas être confondu avec Bertrand (circonscription provinciale).
Bertrand est une ancienne circonscription électorale provinciale québécoise située sur la rive sud du fleuve Saint-Laurent. Elle est nommée en l'honneur de l'ancien premier ministre Jean-Jacques Bertrand.

## Historique
Précédée de : Chambly et Verchères
Suivie de : Marguerite d'Youville
La première circonscription de Bertrand a été créé lors de la réforme de la carte électorale en 1980. Elle provient de portions des circonscriptions de Chambly et de Verchères. La circonscription sera dissoute en 1994 pour faire place à celle de Marguerite d'Youville.
Attention : en 1994 est créée l'actuelle circonscription de Bertrand qui ne correspond aucunement à cette circonscription de Bertrand.

## Liste des députés
| Législature                               | Années    | Député           | Député          | Parti           |
| ----------------------------------------- | --------- | ---------------- | --------------- | --------------- |
| Bertrand Précédée de Chambly et Verchères |           |                  |                 |                 |
| 32e                                       | 1981–1984 |                  | Denis Lazure    | Parti québécois |
| 32e                                       | 1985–1985 |                  | Robert Bourassa | Libéral         |
| 33e                                       | 1985–1989 |                  | Jean-Guy Parent | Parti québécois |
| 34e                                       | 1989–1994 | François Beaulne |                 | Parti québécois |
| Dissoute dans Marguerite d'Youville       |           |                  |                 |                 |

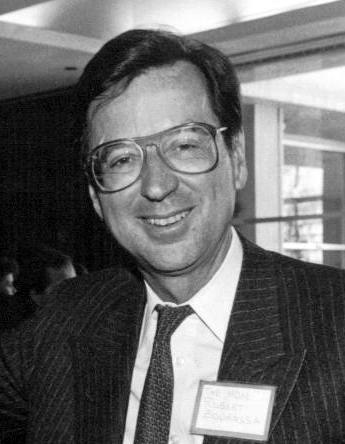
Robert-Bourassa, député de Bertrand et, de nouveau, Premier ministre du Québec en 1985.

## Résultats électoraux

### Élections générales
|                                                              |
| - Parti québécois - Parti libéral - Union nationale (ancien) |

### Référendums
|  | 1992 | Accord de Charlottetown | 31,90 % | 68,10 % | 46 367 | 88,11 % |